# Czesław Malinowski
Czesław Malinowski (ur. 14 lipca 1912 w Konecku, zm. 18 listopada 1986 w Warszawie) – kapitan nawigator Polskich Sił Powietrznych w Wielkiej Brytanii, kawaler Orderu Virtuti Militari, wieloletni nawigator Polskich Linii Lotniczych LOT.

## Życiorys
W 1931 ukończył Korpus Kadetów Nr 3 w Rawiczu, a dwa lata później Szkołę Podchorążych Piechoty w Komorowie. 5 sierpnia 1933 Prezydent RP Ignacy Mościcki mianował go podporucznikiem ze starszeństwem z 15 sierpnia 1933 i 293. lokatą w korpusie oficerów piechoty, a minister spraw wojskowych wcielił do 71 pułku piechoty w Zambrowie. Na stopień porucznika został awansowany ze starszeństwem z dniem 19 marca 1937 i 110. lokatą w korpusie oficerów piechoty. Zgłosił się na Kurs Aplikacyjny Oficerów Lotnictwa, który ukończył w 1935 ze specjalnością lotniczą obserwator. Przeniesiony do 4 pułku lotniczego w Toruniu i przydzielony do 41 eskadry liniowej. W marcu 1939, w tym samym stopniu i starszeństwie, zajmował 14. lokatę w korpusie oficerów lotnictwa, grupa liniowa. Był wówczas dowódcą kompanii portowej Bazy Lotniczej.
Jeszcze przed rozpoczęciem działań wojennych w połowie lipca 1939 samolotem pilotowanym przez płk. pil. Bolesława Stachonia, ówczesnego dowódcę 4 pułku lotniczego, później d-ca lotnictwa Armii „Pomorze” wraz pchor. obs. Janem Klocek, z rozkazu dowódcy Armii „Pomorze” wykonał rozpoznanie fotograficzne i wzrokowe wojsk oraz instalacji wojskowych w tym lotnisk w okolicach Królewca i Olsztyna (Prusy Wschodnie) oraz nad granicą z Wolnym Miastem Gdańskiem. Do wybuchu wojny wylatał 150 h i awansował do stopnia porucznika.
W czasie kampanii wrześniowej wykonał jeden lot bojowy na rzecz swojej eskadry. 2 września z lotniska Zdunowo załoga w składzie por. obs. Czesław Malinowski, ppor. pil. Bolesław Kuzian i st. szer. Tadeusz Rybacki, dokonała rozpoznania wojsk nieprzyjaciela na drogach w rejonie Olsztynek – Nidzica – Wielbark (nad ówczesnymi Prusami Wschodnimi). Według relacji obserwatora por. Malinowskiego zrzucono także bomby na stację kolejową w Nidzicy. Było to prawdopodobnie pierwsze bombardowanie terytorium III Rzeszy w czasie II wojny światowej, jednakże była to samodzielna akcja personelu eskadry, wykonana podczas lotu rozpoznawczego, a nie wykonanie rozkazu bojowego wyższego dowództwa. 11 września w czasie przelotu ostatniego samolotu PZL.23B Karaś na nowe lotnisko w Brześciu nad Bugiem, samolot został ostrzelany przez myśliwce nieprzyjaciela, a uszkodzony samolot rozbił się podczas lądowania. 18 września wraz z resztą eskadry przekroczył granicę polsko-rumuńską. Internowany w obozie w Craiovej, już na początku października ewakuował się do Jugosławii, a dalej do Francji i w końcu Wielkiej Brytanii.
Od grudnia 1940 służył w 301 dywizjonie bombowym „Ziemi Pomorskiej”. Podczas drugiej tury lotów bojowych uczestniczył w bombardowaniu floty inwazyjnej w portach nad kanałem La Manche, w nalotach nad Berlin, Bremę, Zagłębie Ruhry etc. Wraz z innymi załogami RAF brał udział w operacji przeciwko pancernikom Kriegsmarine „Gneisenau” i „Scharnhorst”. Po zakończeniu lotów bojowych pracował jako instruktor nawigacji w ośrodku szkoleniowym w Brighton. Korzystając z możliwości dla demobilizowanych lotników, zdobył uprawnienia nawigatora cywilnego lotnictwa komunikacyjnego.
W 1947 wraz z rodziną powrócił do Polski. Od 15 września tego roku był zatrudniony w PLL „LOT”. Ze względu na ograniczone zaufanie władzy ludowej rzadko bywał w powietrzu, głównie wykorzystywany jako naziemny instruktor nawigator. W lutym 1954 w czasie kolejnej fali represji zwolniony z PLL „LOT” z wilczym biletem do jakiejkolwiek pracy. Przez 1,5 roku pracował dorywczo jako robotnik budowlany, a później jako magazynier w PKS. Wiosną 1957 dzięki październikowej odwilży mógł powrócić do pracy w PLL „LOT”, a w 1958 do latania. W dwa lata później jako jeden z pierwszych odbył przeszkolenie na turbośmigłowych samolotach Ił-18. W PLL „Lot” do czasu emerytury w 1975 r. wylatał ponad 7 mln kilometrów, spędzając ponad 12 tys. godzin w powietrzu. Poza pracą działał w Zespole Nawigacji PAN oraz Kole Lotniczym ZBoWiD przy PLL „LOT”. Będąc już na emeryturze wraz z kolegą pilotem Klemensem Długaszewskim, również wieloletnim pracownikiem LOT-u, został symbolicznym ojcem chrzestnym nowego samolotu typu Ił-62M, któremu nadano imię gen. Władysława Sikorskiego (numer SP-LBD).

## Ordery i odznaczenia
- Krzyż Srebrny Orderu Wojennego Virtuti Militari nr 9546
- Krzyż Walecznych – czterokrotnie
- Medal Lotniczy
- Polowa Odznaka Pilota
- Distinguished Flying Cross